# 通济桥 (余杭区)
通济桥，本名北溪桥，俗称大桥，位于中国浙江省杭州市余杭区余杭街道西北，地处老余杭闹市，南北跨越南苕溪，南接通济路，北通原余杭县公所，西连太炎路，是为旧时沟通余杭县治“南市北城”的重要通道:189-191。现桥修建于明洪武元年（1368年）。

## 历史
通济桥始建于东汉熹平四年（175年），初名隆兴桥。五代十国时期，吴越王钱镠重建此桥，改名安镇桥。南宋绍兴十二年（1142年），改为木桥。元至正十八年（1358年），山贼进犯余杭，焚毁此桥。明洪武元年（1368年）县令魏本初重建，改为石桥，正统年间县丞邱熙增制两侧护栏。清康熙十二年（1666年）、乾隆五年（1757年）、嘉庆元年（1796年）重修。乾隆年间重修后，在桥面两侧新修了商铺，出租用以资助县学，据称当时桥面共有29间商铺及楼房。民国二十六年（1937年）12月24日，桥上商铺为日军焚毁，桥头建起碉堡。1957年，余杭县政府花费2.5万元重修。1983年，列入余杭市文物保护单位。1984年，余杭市政府花费5万元修葺，改建桥两侧栏杆为仿石护栏，栏柱增制石狮24只，并加三对玉兰形路灯，中间设置车道。2002-2004年，余杭区政府进行“退堤扩孔”改造，扩宽南面河面并延设3孔敞肩式圆弧形石拱桥。:10-16

## 形制
通济桥为三孔石拱桥，桥长50米，宽10米，高7.84米，桥体采用条石错缝叠砌法修建。桥拱拱圈则采用分节并列砌置法修建，主孔跨径15.4米共11节，左右两孔跨径12.6米共9节，分节对称，节间有分节条石。桥墩迎水面设分水角，尖高3.87米，长5.35米，宽2.1米，上方存佛龛式圆形溢洪洞，高3.15米，宽3.05米，以纵联分节并列砌置法修建。过去桥面两侧修筑楼屋，楼屋挑空近三分之一在桥基外凌空，桥间街道宽4米。:10-16